# Pritt
Pritt és una marca de cola, cinta adhesiva, art per a nens, i productes de correcció i reparació, tots ells dissenyats i comercialitzats per Henkel. Va començar amb el nom de «Pretty Sticky», tot i que, després que el fill petit de l'inventor el pronunciés erròniament, se'l va abreviar a «Pritt Stick». Pritt va inventar la primera barra d'adhesiu del món, coneguda com a Pritt Stick, consistent en una cola sòlida col·locada en un tub impulsor de base giratòria.

## Història
L'any 1967, el doctor Wolfgang Dierich, investigador de Henkel, va desenvolupar, juntament amb el seu equip, una barra d'adhesiu amb una forma semblant a un pintallavis envoltat per un revestiment rotatori. La cola de barra Pritt va ser promocionada per primer cop el 1969, i el 1971 ja estava disponible en 38 països. Més endavant, l'any 1995, Henkel compra el negoci de rollers a la companyia alemanya Pelikan i, el 1999, Henkel entra al mercat dels correctors en cinta amb la invenció del corrector d'una sola mà. L'any 2000, seguien avançant en aquest sentit, amb el llançament d'un corrector de cinta en forma de llapis, que permetia corregir errors d'una sola lletra gràcies a la seva estretor.
El 27 de març del 2001, un coet Soyuz parteix rumb a l'Estació Espacial Internacional carregat de productes Pritt. Després d'un ús repetit en condicions d'ingravidesa i en altres condicions espacials, s'atorga a la marca Pritt el reconeixement Space Proof Quality ("qualitat a prova d'espai").
El 2003, Henkel llança la gamma de productes PowerPritt amb l'aparició d'una nova pega de barra. També apareix KidsArt, un kit complet per a manualitats. El 2005, Pritt introdueix un nou corrector en forma de roller, el Correction Comfort Roller, seguit del Glue Comptact Roller, que rep el premi «Producte de l'Any», entregat per la Fachverband Kunststoff-Konsumwaren (FVKK, associació de bens plàstics de consum). A més el Correction Comfort Roller rep un dels Red Dot Design Award del 2005.
El 2009, Pritt presenta la seva gamma de coles líquides, disponibles en ampolletes de 50 i 90 grams. L'any següent, es llança l'ECOmfort Correction Roller, amb la carcassa feta amb un 89% de materials renovables. Rep el 3r lloc a la Fira de Hannover en la categoria de «Material de l'any amb base biològica». Seguint amb l'aposta pels materials ecològics, el 2011, llancen una nova cola de barra, la Best Pritt Stick Ever, feta principalment amb materials naturals, i que és més segura per a nens, molt adequada per a manualitats amb paper i cartró.
El 2014, Pritt llança coles de barra en verd i rosa i, en la gamma Rainbow, 4 barres de diferents colors: verd, groc, vermell i blau. El 2015, rellancen el Magic Blue Stick, amb cola que, en aplicar-se, és de color blau —cosa que permet que els nens vegin on l'han col·locada—, però que, en assecar-se, esdevé transparent. El 2016 treuen els Glitter Glue Sticks, una nova barra d'adhesiu disponible en vermell i groc i molt orientada al públic infantil. El 2017, finalment, llancen uns nous rollers correctors i adhesius, amb una punta flexible que permet corregir en qualsevol direcció.
Gairebé mig segle després de treure la primera barra al mercat, Henkel ha venut més de 1000 milions de barres de pega, en 121 països diferents.